# بيلي جونستون (لاعب كرة قدم)
بيلي جونستون (بالإنجليزية: Billy Johnston)‏ هو لاعب كرة قدم بريطاني، ولد في 1943 في Coalisland ‏ في المملكة المتحدة. لعب مع أولدهام أثلتيك.

## وصلات خارجية
- بيلي جونستون على موقع قاعدة بيانات كرة القدم.إي يو (الإنجليزية)
- بيلي جونستون على موقع ناشيونال فوتبول تيمز (الإنجليزية)